# Oleksandr Tymchyk
Oleksandr Tymchyk (en ucraniano: Олександр Васильович Тимчик; Kryklyvets, 20 de enero de 1997) es un futbolista internacional ucraniano que juega de defensa en el F. C. Dinamo de Kiev de la Liga Premier de Ucrania.

## Selección nacional
Tras jugar con la selección de fútbol sub-16 de Ucrania, la sub-17, la sub-18, la sub-19, la sub-20 y la sub-21, finalmente hizo su debut con la selección absoluta el 3 de septiembre de 2020 en un encuentro de la Liga de Naciones de la UEFA contra Suiza que finalizó con un resultado de 2-1 a favor del combinado ucraniano tras el gol de Haris Seferović para Suiza, y de Andriy Yarmolenko y Oleksandr Zinchenko para Ucrania.

### Participaciones en Eurocopas
| Copa          | Sede     | Resultado        | Partidos | Goles |
| ------------- | -------- | ---------------- | -------- | ----- |
| Eurocopa 2020 | Europa   | Cuartos de final | 0        | 0     |
| Eurocopa 2024 | Alemania | Primera fase     | 3        | 0     |

## Clubes
| Club                 | País    | Año       | Partidos | Goles |
| -------------------- | ------- | --------- | -------- | ----- |
| F. C. Dinamo de Kiev | Ucrania | 2016      | 3        | 0     |
| F. C. Stal Kamianske | Ucrania | 2017      | 17       | 0     |
| F. C. Zorya Luhansk  | Ucrania | 2018-2020 | 73       | 2     |
| F. C. Dinamo de Kiev | Ucrania | 2020-     | 103      | 4     |

## Palmarés

### Títulos nacionales
| Título                  | Club                 | País    | Año  |
| ----------------------- | -------------------- | ------- | ---- |
| Supercopa de Ucrania    | F. C. Dinamo de Kiev | Ucrania | 2020 |
| Liga Premier de Ucrania | F. C. Dinamo de Kiev | Ucrania | 2021 |
| Copa de Ucrania         | F. C. Dinamo de Kiev | Ucrania | 2021 |
| Liga Premier de Ucrania | F. C. Dinamo de Kiev | Ucrania | 2025 |